# Eriko Hara
Eriko Hara nata Setsuko Matsushita (Tokyo, 1º novembre 1959) è una doppiatrice giapponese.

## Doppiaggio

### Serie televisive anime
- Ran Houmu in Gyakuten! Ippatsuman (1982)
- Ranze Etō in Batticuore notturno - Ransie la strega (1982)
- Shalon Publin in Ginga hyōryū Vifam (1983)
- Petit in Ai confini dell'universo (1984)
- Rei in Blue Comet SPT Layzner (1985)
- Elle Vianno in Gundam ZZ (1986)
- Hikaru Hiyama in Orange Road (1987)
- Isabel in Una scuola per cambiare (1991)
- Vari in Sailor Moon (1992-1996)
- Ayako in Slam Dunk (1993-1996)
- Kaori Aihara in  Mamotte Shugogetten (1998)

### Film d'animazione
- Patty in Gall Force (1986)
- Miki Morita in Wanna-Be's (1986)
- Principessa in Doraemon: Nobita no parallel Saiyūki (1988)
- Hikaru Hiyama in È quasi magia Johnny: Una difficile scelta (1988)
- Susan in Venus Wars (1989)
- Hikaru Hiyama in Orange Road The Movie: ...e poi, l'inizio di quella estate... (1996)

### Videogiochi
- Elle Vianno in Super Robot Wars Alpha, 2nd Super Robot Wars Alpha, 3rd Super Robot Wars Alpha, Super Robot Wars V, Super Robot Wars T
- Pellegri in Xenosaga Episode I: Der Wille zur Macht, Xenosaga Episode II: Jenseits von Gut und Böse, Xenosaga Episode III: Also sprach Zarathustra